# Bodlák kadeřavý
Bodlák kadeřavý (Carduus crispus) je jedním z mnoha druhů rodu bodlák, díky své výšce až 150 cm a červenofialovým květům je lehce viditelný na mnoha vlhkých neobdělávaných místech

## Výskyt

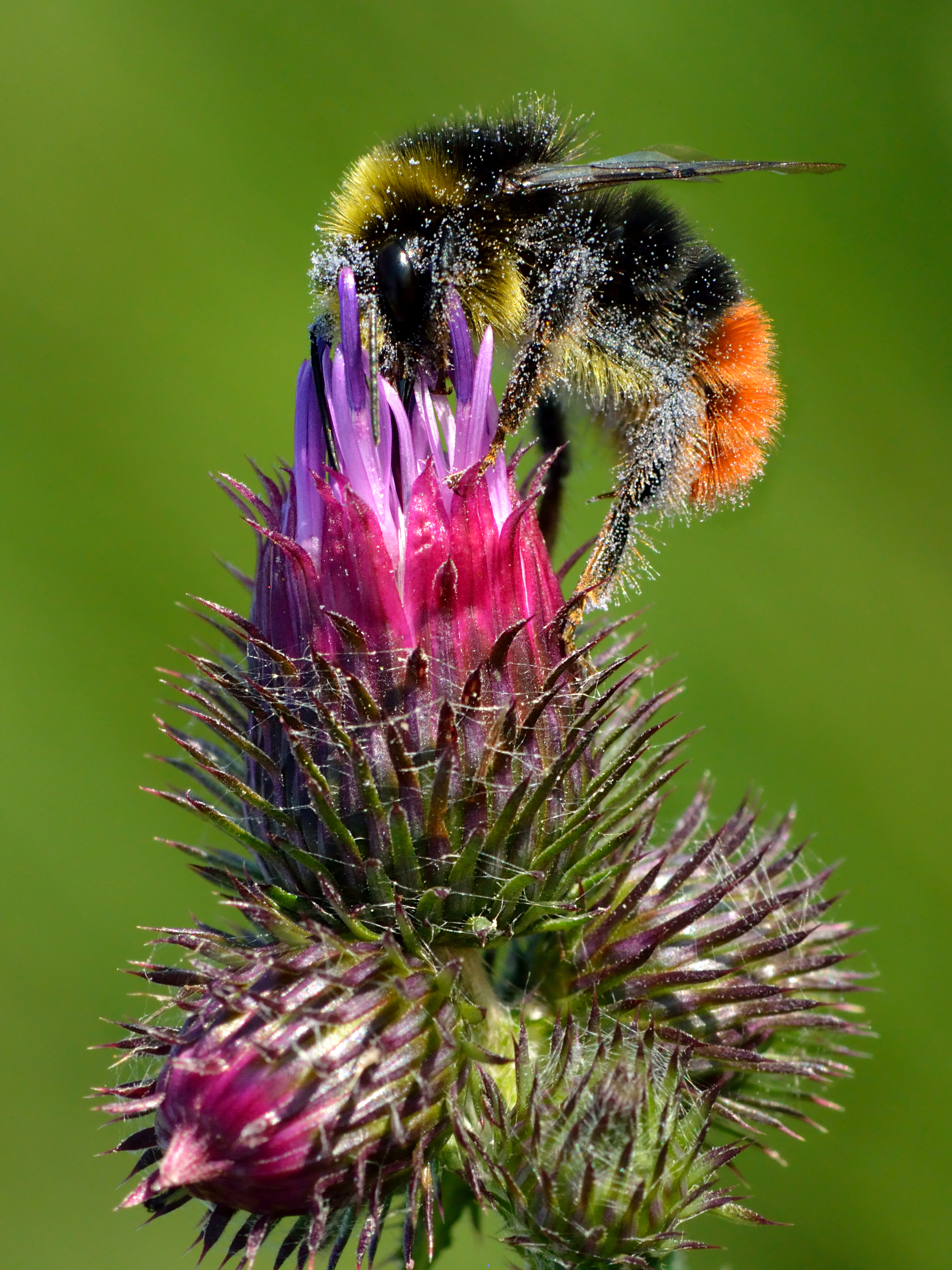

Je rozšířen téměř v celé Evropě včetně evropské části Ruské federace, na východě zasahuje až na Kavkaz a do Střední Asie. Vyskytuje se v izolovaných areálech ve východní a jihovýchodní Asii. Zavlečen byl do Severní a Jižní Ameriky, Austrálie i na Nový Zéland. Je to rostlina vlhkých míst s propustnou, hlinitou až hlinitopísčitou půdou bohatou na dusíkaté živiny. Vyrůstá nejčastěji v blízkosti potoků, řek, jezer a rybníků stejně jako na vlhkých lesních pasekách, zamokřených loukách nebo ve vlhkých křovinách.

## Popis
Převážně dvouletá, výjimečně i jednoletá rostlina vysoká 60 až 150, mimořádně i 200 cm. Lodyhu má přímou, ostnitě křídlatou, pavučinatě chlupatou, která vyrůstá na jaře druhého roku z přízemní růžice listů. V horní polovině od lodyhy odbočují větve vyrůstající z paždí listů. Spodní listy v růžici rostoucí již prvým rokem mají řapík a jsou dlouhé 10 až 20 cm. Střídavé lodyžní listy jsou přisedlé, jejich čepele jsou v obrysu eliptické až podlouhle vejčité, na spodní straně jsou lysé nebo šedoplstnaté. Jsou tvarů peřenolaločných až lyrovitě peřenosečných s měkkými ostnatými laločnými úkrojky. Horní listy bývají téměř celistvé, jen po okrajích mají ostnaté zuby. Bodlák kadeřavý je velmi variabilní ve velikosti, větvení, tvaru listů i ochlupení. Někdy se projeví jako jednoletá rostlina, semeno vyklíčí brzy z  jara, vyroste z něj listová růžice a ještě téhož roku lodyha s květy, ty vykvetou a rostlina uschne. Chromozómové číslo: 2n = 16.
Na konci lodyhy a větví vyrůstají na krátkých ostnatých stopkách po dvou až pěti květní úbory polokulovitého tvaru, v průměru jsou veliké od 1,5 do 2,5 cm a bývají nahloučeny v hustém chocholíku. Čárkovité, zašpičatělé listeny tvoří široce vejčitý víceřadý zákrov, směrem ven se stále zmenšují tak, že nejspodnější vnější jsou asi 4krát kratší než vnitřní. Oboupohlavné trubkovité květy dlouhé 11 až 16 mm mají pět korunních lístků (jeden je delší než ostatní) barvy červenofialové až fialové, výjimečně bílé. Kalich vytvoří drsně zoubkované chlupy nažky. Tyčinek je pět, prašníky jsou uspořádány kolem dlouhé čnělky s dvoulaločnou bliznou. Pestík je složen ze dvou plodolistů. Kvete od června do srpna. Opylovány jsou létajícím hmyzem.
Plodem je žluto hnědá, mírně zploštělá, hladká nažka velká 2,5 až 3,8 mm s několika rovnými chmýrovými chlupy 8 až 12 mm dlouhými. Chlupy jsou nápomocny při rozšiřování semen větrem, spadlá semeny také přenášejí mravenci. Nažky přečkávají na již suché rostlině dlouho do zimy a jsou potravou pro mnohé ptáky, jedna rostlina jich vytvoří průměrně 6500.

## Význam
V České republice roste hojně, nejčastěji v teplých oblastech okolo středních a dolních toků řek, na plném slunci i ve stínu, vyskytuje se v nadmořských výškách do 500 m. Množí se pouze semeny a protože roste převážně na neobdělávaných půdách není považován za obtížný plevel.